# Mallotus villosus
El capelán o capelín (Mallotus villosus) es una especie de pez osmeriforme de la familia Osmeridae. Es la única especie de su género. Es de pequeño tamaño y se le encuentra en las zonas norte del Océano Atlántico, Océano Pacífico y el Océano Ártico. Los capelanes viven a 300 m de profundidad. 
En verano, se alimenta en densas acumulaciones de plancton en el borde de la plataforma de hielo. Los capelanes más grandes también comen una gran cantidad de krill y otros crustáceos. Entre las diferentes especies que se alimentan de ellos, tenemos a las ballenas, focas, bacalao del Atlántico, caballa del Atlántico, calamares y aves marinas, las cuales consumen grandes cantidades de capelanes, en particular durante la temporada de desove, que es cuando los capelanes migran hacia el sur. Los capelanes desovan en fondos de arena y grava o en playas arenosas a la edad de dos a seis años. Al desovar en las playas, los capelanes tienen una tasa de mortalidad post-desove extremadamente alta, que, para los machos, se acerca al 100%. 
La hueva del capelán («masago») es considerada como un producto de alto valor, sobre todo en Japón. Es combinado con wasabi y vendido como «caviar de wasabi». Aparece en la moneda de 10 coronas de Islandia.
Los machos alcanzan 20 cm de longitud, mientras que las hembras llegan hasta 25.2 cm. Son de color oliva por encima, desvaneciéndose a plateado por los lados. Los machos tienen una cresta translúcida a ambos lados de sus cuerpos. Las zonas ventrales de los machos iridiscen en tonos rojizos en el momento del desove.
El pariente más cercano del capelín parece haber sido el género fósil extinto Enoplophthalmus, que habitó Europa durante el Temprano Oligoceno y el Temprano Mioceno.

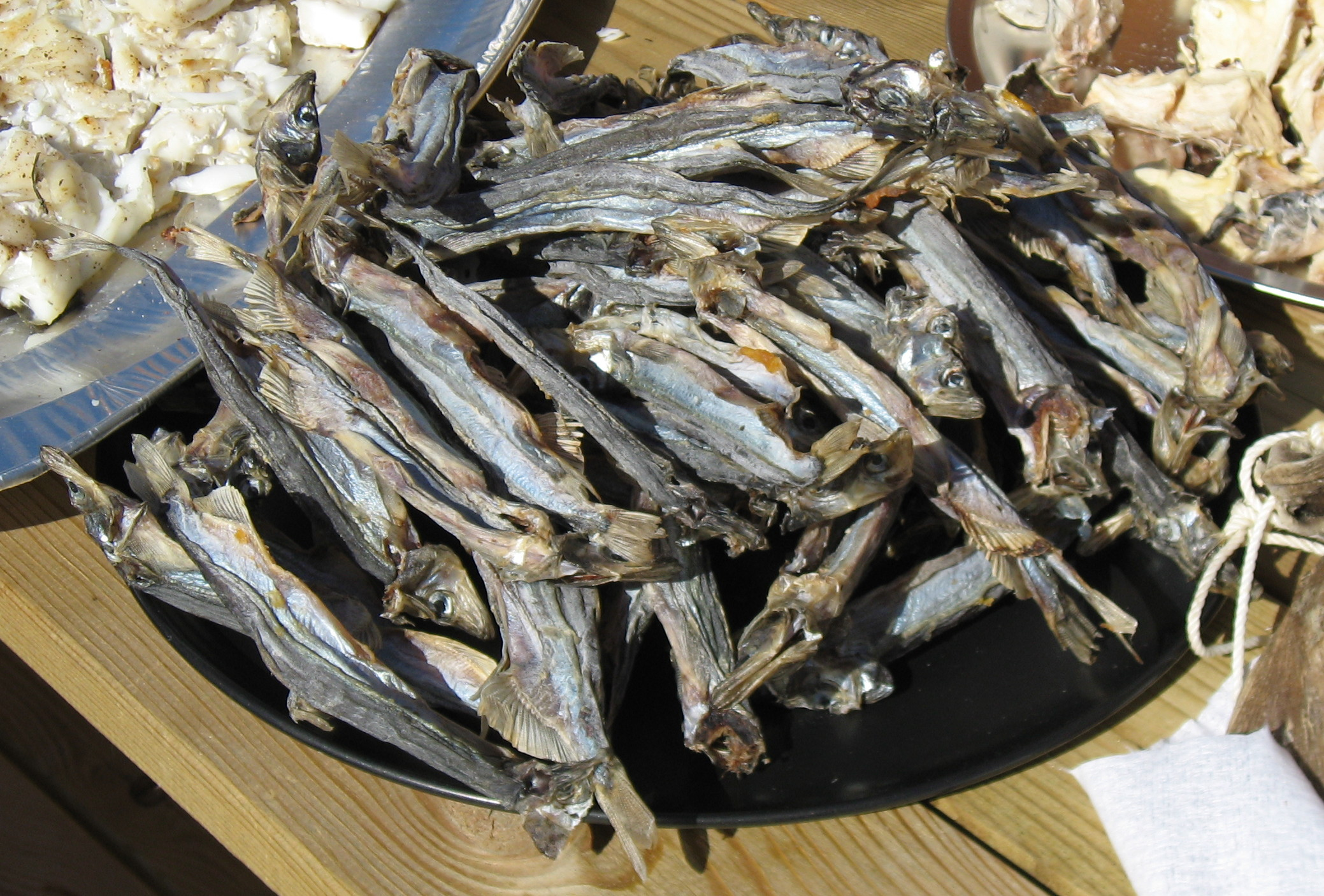
Capelanes pescados en Islandia, listos para comer.
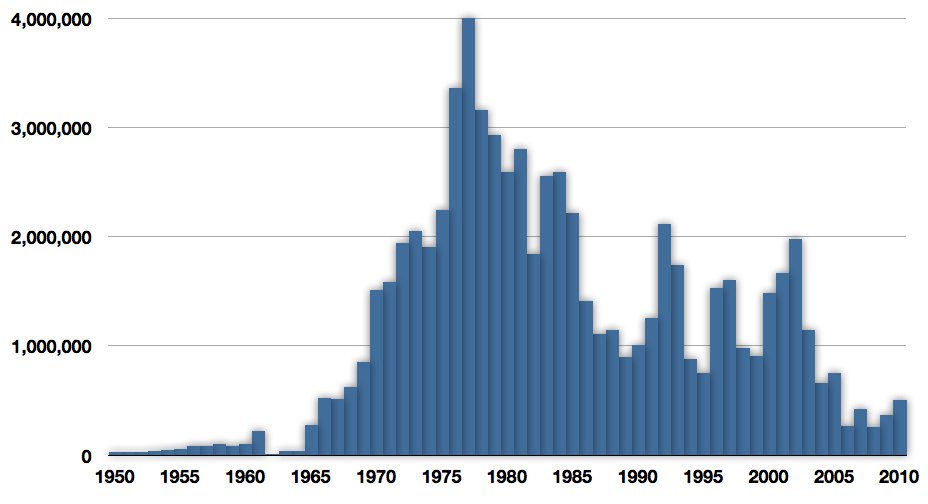
Captura comercial de capelín entre 1950-2010. Datos de FAO.
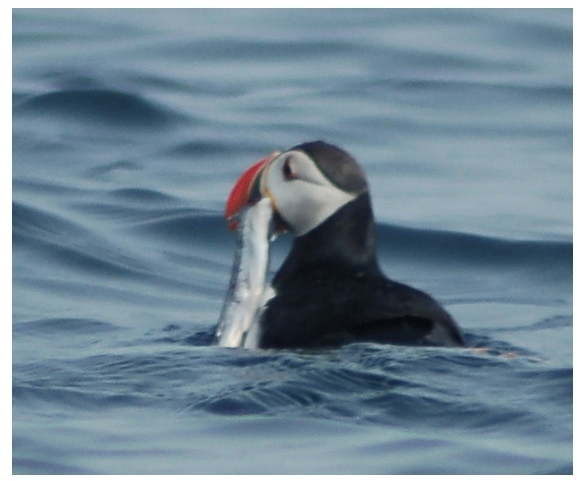
Un frailecillo común capturó un capelín en Nueva Escocia.

## Migración del Capelán
Las poblaciones de capelán en el Mar de Barents y alrededor de Islandia realizan extensas migraciones estacionales. El capelín del mar de Barents migra durante el invierno y principios de la primavera hacia la costa del norte de Noruega (Finnmark) y la Península de Kola (Rusia) para desovar. Durante el verano y el otoño, el capelán migra hacia el norte y noreste para alimentarse.
El capelán islandés se desplaza cerca de la costa en grandes bancos para desovar y migra en primavera y verano para alimentarse en el área oceánica rica en plancton entre Islandia, Groenlandia y Jan Mayen. La distribución y migración del capelán está vinculada con las corrientes oceánicas y las masas de agua. Alrededor de Islandia, los capelanes en proceso de maduración, generalmente emprende extensas migraciones en búsqueda de alimentación hacia el norte en primavera y verano, mientras que las migraciones de regreso tienen lugar entre septiembre y noviembre. La migración de desove comienza al norte de Islandia de diciembre a enero. En 2009, investigadores de Islandia realizaron un modelo de partículas interactivas del stock de capelán alrededor de Islandia, prediciendo con éxito la ruta de migración de desove del año anterior.

## Subespecies
Se reconocen las siguientes subespecies:
- Mallotus villosus socialis
- Mallotus villosus villosus